# Sambás
Sambás, en grec moderne : Σαμπάς est un village du dème de Minóa Pediáda, en Crète, en Grèce. Selon le recensement de 2011, la population de Sambás compte 127 habitants. Il est situé à une altitude de 330 m.